# FluidSynth
FluidSynth, ранее известный как iiwusynth, — это свободная программа, синтезирующая звук по технологии саундфонтов и не требующая звуковой карты, работающей с саундфонтами. Размер загруженных саундфонт-банков ограничивается только наличием свободной памяти RAM. Существует также графический интерфейс пользователя к FluidSynth - QSynth, выпущенный по той же лицензии. Обе программы доступны в большинстве Linux-дистрибутивов, FreeBSD, macOS и Windows.
Программа поддерживает функцию микротональности и использовалась в проекте MicrotonalISM сети междисциплинарных исследований в науке, технологии и музыке.